# Ação Comunitária do Brasil
A Ação Comunitária do Brasil é uma ong brasileira, sediada no estado do Rio de Janeiro. Encontra-se reconhecida como entidade de utilidade pública federal e estadual.

## História
Foi fundada por um grupo de empresários em 17 de agosto de 1966, com a proposta de melhorar a qualidade de vida de populações em situação de risco social, residentes em favelas e conjuntos habitacionais do Rio de Janeiro. Nesse momento inicial, a sua ação caracterizou-se pela organização e mobilização comunitárias, uma vez que a maior parte das populações atendidas havia passado por processos recentes de remoção. Ao longo de sua existência chegou a atual, simultaneamente, em 64 favelas e 16 conjuntos habitacionais.
Em nossos dias, a entidade desenvolve um amplo programa de qualificação profissional, orientado pelos princípios da Economia Solidária e do Comércio Justo. Complementarmente desenvolve ações nas seguintes vertentes:
- Programa de Educação;
- Programa de Cultura e Estética;
- Programa de Meio-ambiente, Saúde e Qualidade de Vida.

As suas ações desenvolvem-se através de núcleos de cidadania, hoje localizados no Complexo da Maré e na Cidade Alta, na zona norte da cidade do Rio de Janeiro, mas também à Cruzada São Sebastião (no Leblon), a unidades de liberdade, semi-liberdade e liberdade assistida do Departamento Geral de Ações Sócio Educativas (DEGASE), e à Baixada Fluminense, nomeadamente a municípios como Belford Roxo, Duque de Caxias, Mesquita e Magé.
Entre as realizações que se destacaram nos meios de comunicação, destacam-se:
- foi a primeira marca social a desfilar no evento "Fashion Rio", no ano de 2008;
- 4 premiações concedidas pela Organização das Nações Unidas a seus projetos de arte voltados para os jovens;
- o Prêmio Bem Eficiente;
- o Prêmio Banco Mundial de Cidadania;
- o Prêmio TOP 100 de Artesanato do SEBRAE;
- menção no "Creative Economy Report" (relatório internacional da Economia Criativa), como uma das três iniciativas brasileiras exemplares;
- foi apontada pelo Relator Especial da ONU para Racismo, Discriminação Racial, Xenofobia e Formas Correlatas de Intolerância, como um exemplo a ser seguido no combate ao racismo.